# 8679 Tingstäde
(8679) Tingstäde, denumire internațională (8679) Tingstade, este un asteroid din centura principală de asteroizi.

## Descriere
8679 Tingstäde este un asteroid din centura principală de asteroizi. A fost descoperit pe 2 martie 1992 la Observatorul La Silla în cadrul programului UESAC. Asteroidul prezintă o orbită caracterizată de o semiaxă mare de 3,03 ua, o excentricitate de 0,18 și o înclinație de 0,8° în raport cu ecliptica.